# Sendergruppe West
Die Sendergruppe West war im besetzten Nachkriegsösterreich ein Zusammenschluss der Hörfunksender Radio Vorarlberg und Radio Innsbruck in der französischen Zone von 1945 bis 1952. Die Kooperation wurde von den Landessendern Tirol und Vorarlberg bis zum Übergang auf die Öffentliche Verwaltung für das österreichische Rundspruchwesen (den „Österreichischen Rundfunk“) Ende 1954 fortgeführt.

## Vorgeschichte
Als Teil der österreichischen Radio-Verkehrs-AG (RAVAG) eröffnete 1927 Radio-Innsbruck (Sender Aldrans), 1934 folgte Radio-Vorarlberg (Dornbirn, Sender Lauterach). Nach Übernahme durch die deutsche Reichs-Rundfunk-Gesellschaft wurde 1939 Innsbruck (mit Salzburg) dem Reichssender München, Vorarlberg dem Reichssender Stuttgart zugeordnet.
Bei Kriegsende übernahm am 2. Mai 1945 der ehemalige RAVAG-Ingenieur Otto Schubert mit französischer Erlaubnis den Vorarlberger Sender; französischer Leiter wurde der Mittelschullehrer Jean Luc. Im Sommer 1945 gelang es Schubert, mit der Schweizerischen Depeschenagentur ein Abkommen zu schließen, das die tägliche Lieferung von zwei Nachrichtendossiers garantierte. Die einzige Sendung, auf die die Franzosen anfangs besonderen Wert legten, war Worte zur Politik.
In Tirol besetzten am 3. Mai 1945 Mitglieder der Widerstandsbewegung den Sender Aldrans und begannen mit der Ausstrahlung von Sendungen. Jedoch verfügte die dort noch zuständige amerikanische Besatzungsmacht am 6. Mai die Schließung des Senders. Erst Anfang Juni 1945 wurden Programme vom Salzburger Besatzungssender Rot-Weiß-Rot übernommen. Mit der Übergabe Tirols an die Franzosen Mitte Juli unterstand diesen auch der Innsbrucker Sender; Leiter wurden Georges Pons von französischer und Artur Schuschnigg, Bruder des ehemaligen Bundeskanzlers, von österreichischer Seite.
Ab dem 5. September 1945 übernahm Radio Innsbruck das Programm von Radio Vorarlberg. Dieser Sendeverbund erhielt offiziell die Bezeichnung Sendergruppe West.

## Organisation und Personal
Die Zentrale der Sendergruppe West befand sich anfangs in Dornbirn (Rathausplatz 1), das Innsbrucker Studio im Neuen Landhaus. Die Sendergruppe unterstand zunächst dem Chef der Section Radio, ab Oktober 1945 Edgar Franck als Nachfolger von Jean Luc. Zeitweise wurde auch eine Kooperation mit Radio Koblenz in der französischen Zone Deutschlands erwogen.
Doch bereits im November 1946 wurde der Programmbetrieb von Radio Vorarlberg und Radio Innsbruck den betreffenden Landesregierungen (Ilg bzw. Weißgatterer) übergeben. Begründet wurde dies französischerseits mit dem im Juni 1946 abgeschlossenen Zweiten Kontrollabkommen. Die Sendergruppe erhielt eigene Statuten; französischsprachige Sendungen wurden weitgehend eingestellt; als Vorarlberger Sendeleiter wurde Bundesrat Eugen Leissing Nachfolger von Schubert, während Schuschnigg Leiter in Innsbruck blieb. Im November 1948 übergab die Generalpostdirektion auch die Sendeanlagen den beiden Landesregierungen. 1950 wurde Carl Emmerich Gasser Sendeleiter in Vorarlberg; Josef Scheidle übernahm in Innsbruck. Die Kooperation wurde 1952 von den nun in Landessender Tirol und Landessender Vorarlberg umbenannten Stationen fortgeführt.
Wie Radio Wien in der sowjetischen Zone der Öffentlichen Verwaltung für das österreichische Rundspruchwesen unterstand, so befand sich auch die Sendergruppe West ab 1946 unter österreichischer Verwaltung, allerdings nicht auf Bundes-, sondern auf Länderebene. Wie bei Radio Wien gab es eine Zensur der Besatzungsmacht, wobei diese von französischer Seite milder ausfiel als von sowjetischer. Demgegenüber blieben die amerikanische Sendergruppe Rot-Weiß-Rot und die britische Sendergruppe Alpenland bis zuletzt (1954/55) unter direkter Kontrolle der jeweiligen Besatzungsmacht.
Als Anfang 1954 die amerikanischen und britischen Sender der Öffentlichen Verwaltung des Bundes übergeben worden waren, machten im Mai Vorarlberg und Tirol vor dem Verfassungsgerichtshof geltend, Rundfunk sei Ländersache, was der Gerichtshof jedoch mit Erkenntnis vom 5. Oktober 1954 verneinte, so dass Anfang Dezember 1954 auch die Rundfunkeinrichtungen in Westösterreich auf die Öffentliche Verwaltung übergingen. Daraus entstanden die ORF-Landesstudios Tirol und Vorarlberg.
Einige Zahlen:

- Die Zahl der Rundfunkteilnehmer stieg im Bereich der Post- und Telegraphendirektion für Tirol und Vorarlberg von knapp 65.000 im Jahr 1945 auf 95.000 im Jahr 1949[2] und 112.000 im Jahr 1952.
- Die Zahl der Mitarbeiter stieg 1947[3] bis 1954 in Tirol von 29 auf 44,[4] in Vorarlberg von 23 auf 31.[5]
- 1953 strahlte der Landessender Vorarlberg 5782 Sendestunden Programm aus. 2271 Stunden wurden aus dem Studio Dornbirn eingespeist (1833 davon in Eigenproduktion), 3511 Stunden entfielen auf Leistungen des Landessenders Tirol.[6]
- Wirtschaftlich standen 1953 in Vorarlberg den Einnahmen von 2,8 Mio. S Ausgaben von 3,5 Mio. S gegenüber.[7]

## Sender
Anfangs bestanden nur die Mittelwellensender Innsbruck (Aldrans) und Dornbirn (Lauterach), beide seit dem Luzerner Wellenplan (1934) auf der verbreitungsmäßig günstigen, weil relativ langen Welle von 578 m (Frequenz 519 kHz). Dazu kam ein Drahtfunknetz auf Langwelle und ab Januar 1947 ein Kurzwellensender in Aldrans (Rufzeichen OEI20); jedoch gab es für Lang- und Kurzwelle kaum Empfangsgeräte. Der Kopenhagener Wellenplan brachte im März 1950 einen Wechsel der Mittelwelle auf die weniger günstige Wellenlänge 477 m (629 kHz). Zwar wurde in der Folge die Sendeleistung beider Stationen erhöht, doch genügte das für viele Täler nicht. So kam es zuerst in Vorarlberg, dann in Tirol zur Einrichtung zusätzlicher Mittelwellen-Kleinsender, 1950 beispielsweise beim Postamt Bludenz, 1952 bei der Sparkasse in Schruns und dem Postamt Mayrhofen; es folgten Imst, Kitzbühel, Kufstein, Landeck, Lienz, Reutte und Wörgl.
Am 15. Dezember 1953 ging beim Innsbrucker Landhaus ein UKW-Sender auf 88,5 MHz in Betrieb, der das im September in Wien gestartete UKW-Versuchsprogramm übernahm („Radio Österreich“). Ab dem 21. Dezember 1953 übertrug der Mittelwellensender Innsbruck II (Aldrans) das zweite Programm aus Wien. Außerdem übernahm bereits seit Januar 1953 der Sender Innsbruck-Reichenau das Programm des amerikanischen Soldatensenders Blue Danube Network (BDN).

## Programm
- Programm 18.–24. April 1948 in Radio Wien
- Programm vom 24. Februar 1954 in Radio Österreich

## Pausenzeichen
Pausenzeichen war in Tirol „Mein schönes Innsbruck am grünen Inn“ von Hugo Morawetz (zum Sendeschluss der Kaiserjägermarsch, später das Andreas-Hofer-Lied), in Vorarlberg bis 1952 „Segenvolle Ahnenscholle, schönes Land am jungen Rhein“, dann „Uf da Berga ischt mi Läba“ von Wunibald Briem.